# Urbano di Langres
Urbano di Langres (327 – 390) fu un vescovo gallo-romano vissuto nel IV secolo; è venerato come santo dalla Chiesa cattolica.

## Biografia
Fu il sesto vescovo di Langres, dal 374 fino alla morte. Santa Lodegaria era sua sorella.
La leggenda dice che poco dopo aver assunto la sua carica vi furono dei tumulti per motivi politici ed egli dovette fuggire di casa scappando in una vigna, i cui vignaioli lo nascosero ai suoi nemici ed egli colse l'occasione per convertirli al cristianesimo. Essi stessi lo aiutarono di nascosto dai suoi nemici a muoversi da un paese all'altro passando per le vigne. A causa di questa attività ed alla sua devozione per il Sacro Sangue, egli si affezionò molto a tutte le persone che si occupavano di produzione di vino e loro nei suoi confronti. Urbano è quindi santo patrono di chi si occupa di vigneti e di produzione e commercio di vino ed è invocato contro le malattie delle viti e l'alcolismo.

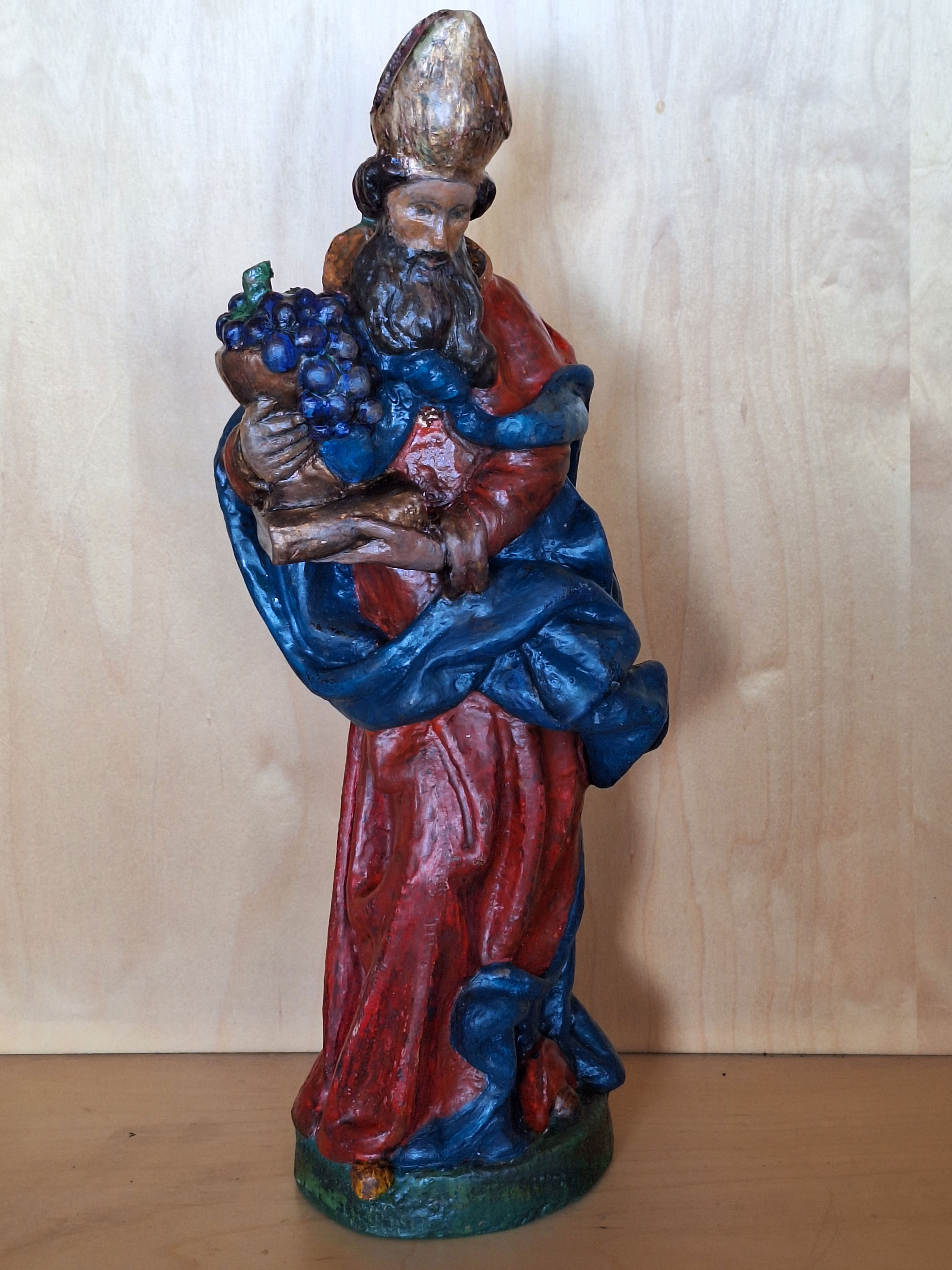
Statua lignea di Sant'Urbano di Langres, sec. XVIII

## Culto
Sant'Urbano di Langres viene celebrato il 2 aprile (il 23 gennaio a Langres, in Francia).
Il culto di sant'Urbano è associato alla meteorologia. Molti antichi detti tedeschi riflettono questa tradizione:
(Antico proverbio tedesco)
(Antico proverbio tedesco.)
Questi detti sono simili a quelli relativi alle ricorrenze dei santi Svitino di Winchester, Medardo di Noyon, di santa Godeleva e di altri santi cosiddetti "del tempo". Un altro detto tedesco più legato a sant'Urbano quale patrono dei vignaioli è il seguente:
(Antico detto tedesco)